# Stenotarsus discipennis
Stenotarsus discipennis är en skalbaggsart som beskrevs av Henry Stephen Gorham 1890. Stenotarsus discipennis ingår i släktet Stenotarsus och familjen svampbaggar. Inga underarter finns listade i Catalogue of Life.